# Grand Prix Simulator 2
Grand Prix Simulator 2 — компьютерная игра в жанре автосимулятор, разработанная братьями Оливер и изданная компанией Codemasters в Великобритании в апреле 1989 года. Игра вышла для платформ ZX Spectrum, Commodore 64 и Amstrad CPC. Распространением в Испании занималась компания IBSA, а в дальнейшем Grand Prix Simulator 2 переиздавалась в составе нескольких сборников. Игра является продолжением предыдущей части серии — Grand Prix Simulator.
Grand Prix Simulator 2 предлагает игроку участвовать в гоночных соревнованиях по прохождению 9 трасс. В каждом заезде участвует три машины, каждая из которых может быть под управлением одного из игроков или компьютера, и таким образом доступен многопользовательский режим до трёх игроков. Каждому гонщику выделяется время на прохождение трека, и по завершении заезда оставшееся переносится на следующую. В игре по сравнению с предыдущей частью начала использоваться инерционная механика движения автомобилей и введено повреждение гонок.
Игровая пресса положительно встретила Grand Prix Simulator 2. Журналисты высказали положительные отзывы по игровому процессу, улучшенной графике, анимации, качественному звуковому оформлению.

## Игровой процесс

Игровой процесс Grand Prix Simulator 2, версия для ZX Spectrum, трасса Франции.

Grand Prix Simulator 2 — это гоночный автосимулятор, выполненный в двухмерной графике с видом сверху — при этом во время соревнований видна всегда вся трасса. Во время гонок игроки последовательно проходят 9 трасс, каждая из которых ассоциирована с одной из стран (Англия, Франция, Германия и так далее). Игра идёт до выбивания, которое происходит в случае, если у гонщика заканчивается отведённое для прохождения время. В гонках всегда участвует три машины, каждая из которых либо находится под управлением одного из игроков, либо ей управляет компьютер.
В начале игры выбирается, кто будет управлять каждой из трёх машин — компьютер или игрок. Далее, в зависимости от этого выбора, игра идёт для одного, двух или трёх игроков, управляющих гонками одновременно. Если все машины выбраны под управление компьютера, то Grand Prix Simulator 2 работает в демонстрационном режиме.
Перед каждой трассой игрокам даётся время на её прохождение, для которого нужно преодолеть три круга по заданному треку. Если трасса пройдена успешно, то оставшееся время переносится на следующую, где также выделяется дополнительное время, зависящее от трассы. По завершении трассы имеется возможность просмотра повтора заезда. В начале предоставляется значительное время для прохождения, но далее временные рамки ужесточаются. Помимо этого, по мере прохождения трасс управляемые компьютером гонки лучше справляются с управлением, и ездят более быстро и аккуратно, и, таким образом, сложность возрастает.
Геометрия треков такова, что на них встречаются мосты, под которыми игрок не видит своей машины, что осложняет игру. На трассе имеются лужи, попадание в которые приводит к тому, что теряется сцепление с дорогой. Каждая из гонок имеет уровень повреждения, который повышается если машина врезается в препятствие или другую гонку, и при этом количество повреждений зависит от скорости столкновения. По мере увеличения этого уровня машина начинает медленнее разгоняться, и ещё уменьшается максимальная скорость. Если уровень повреждений достигнет максимума, то гонка для этой машины заканчивается.

## Разработка и выпуск
Grand Prix Simulator 2 разработана братьями Оливер, которые в том числе, занимались программированием игры. Графику нарисовал Нейл Адамсон (англ. Neil Adamson), музыку написал Дэвид Уиттэйкер, и над звуковыми эффектами работал Мелоди Уайт (англ. Melody White), продюсером игры был Дэвид Дарлинг (англ. David Darling), графические работы и дизайн выполнены Найджел Флетчер (англ. Nigel Fletcher), иллюстрации обложек нарисованы Гэвином Маклеод (англ. Gavin McLeod).
Grand Prix Simulator 2 была издана компанией Codemasters, и в апреле 1989 года игра стала доступной для покупки ля компьютеров ZX Spectrum. Игра также издавалась на платформах Amstrad CPC и Commodore 64.
В 1989 году игра вошла в состав сборника The CD Games Pack (с англ. — «сборник игровых программ Codemasters», 1989), а в 1991 году в сборник Quattro Arcade (с англ. — «четвёрка аркад»).

## Оценки и мнения
| Иноязычные издания | Иноязычные издания |
| Издание            | Оценка             |
| ------------------ | ------------------ |
| ACE                | [ 5 ]              |
| Sinclair User      | 72 %               |

В публикации ACE игра названа одним из лучших клонов Championship Sprint. Редакция позитивно встретила введение повреждений у гоночных машин, а также игровую механику переноса времени с одной трассы на последующую. Помимо этого, журналисты отметили плавность анимации и качество графики, а также то, что Grand Prix Simulator 2 вовлекает игрока от начала гонки и до конца.
В Sinclair User обозреватели прежде всего сравнили игру с предыдущей частью серии — Grand Prix Simulator. В этом сравнении были отмечены ряд улучшений: одновременная игра троих игроков, перенос времени на следующий заезд, появление инерции у машин, что изменило механику прохода поворотов, а также получение повреждений у гонок. Журналисты порадовались более детальной прорисовкой машин, звуковому оформлению — появлению звука моторов, визга шин во время поворотов, голоса человека на старте. Некоторые нарекания были высказаны по поводу реализации управления, так как для обозревателей оно оказалось недостаточно отзывчиво.
В книге «Лучшие игры для ZX-Spectrum» Grand Prix Simulator 2 описана как игра с прекрасно выполненной графикой и хорошим звуковым оформлением.